# Menaces sur l'Empire
 (octobre 2021).
Si vous disposez d'ouvrages ou d'articles de référence ou si vous connaissez des sites web de qualité traitant du thème abordé ici, merci de compléter l'article en donnant les références utiles à sa vérifiabilité et en les liant à la section « Notes et références ».
Menaces sur l'Empire est le 1er album de la série de bande dessinée Les Aventures de Philip et Francis, pastiche de la série de Edgar P. Jacobs, Blake et Mortimer.

## Synopsis
Philip et Francis sont mystérieusement convoqués par le MI5 afin d'enquêter sur les événements étranges qui se produisent depuis peu dans la capitale anglaise : les femmes sont devenues folles. Par leurs actions de rébellion, elles mettent en danger l'autorité masculine, et le Commonwealth dans son ensemble,. 
Avec l'aide de l'inspecteur-chef Kendall, nos deux héros vont retrouver la trace de leur plus ancien et terrible ennemi, Olrik. Ce dernier, grâce au « Télérévoltoscope », invention volée à Septimus, peut à sa guise influer le comportement des femmes en amplifiant le caractère d'une femme particulièrement indocile, Brigitte Bordot.

## Analyse
- Si vous ne connaissez pas le sujet, laissez ce bandeau (vous pouvez alors contacter les auteurs).
- Si vous supprimez le contenu mis en cause (vous pouvez préalablement contacter les auteurs),

argumentez précisément cette suppression dans la page de discussion
(un manque de référence n'est pas un argument ; une recherche réelle de référence doit avoir été effectuée, être formellement documentée).
Bien que cette parodie privilégie un ton humoristique, les auteurs restent fidèles à la bande dessinée originale, malgré quelques fantaisies telles que l’apparition de Winston Churchill trompant sa femme, de la mère de Philip et de Brigitte Bardot. En effet, les personnages de la série sont présents: Kendall, Sharkey, Nasir. On y trouve également quelques références à La Marque Jaune.
Cet album caricature aussi le puritanisme de la série de Jacobs : les femmes, pour se révolter, montrent leur poitrine en public, ce qui est impensable dans la BD originale. Bien évidemment, rien de choquant n'est montré au lecteur.
Les personnages principaux sont caricaturés à l'extrême, à travers leurs actions, leurs paroles et leurs actions toutes plus inutiles les unes que les autres.